# Distrito de Midnapore occidental
Midnapore occidental (en bengalí: পশ্চিম মেদিনীপুর জেলা) es un distrito de la India en el estado de Bengala Occidental. Código ISO: IN.WB.PM.
Comprende una superficie de 9 345 km².
El centro administrativo es la ciudad de Midnapore.

## Demografía
Según censo 2011 contaba con una población total de 5 944 330 habitantes, de los cuales 2 910 670 eran mujeres y 3 032 630 varones.